# 文化霸權
文化霸權（義大利語：Egemonia culturale）也称为文化领导权、领导权，是義大利马克思主义者安東尼奧·葛蘭西所提出的哲学和社会学理论。它指的是：一个社会阶层可以通过操纵社会文化（信仰、解释、认知、价值观等），支配或统治整个多元文化社会；统治阶级的世界观会被強制作為唯一的社会规范，并被认为是有利于全社会的普遍有效的思想，但实际上只有统治阶级受益。階級都要透過其知識分子在公民社會爭取到知性與道德上的領導權。

## 歷史追溯
文化领导权最初由格奧爾基·瓦連京諾維奇·普列漢諾夫在1883年-1884年间作为推翻沙皇的策略之一提出的。其后，列宁使用这个概念指出，无产阶级不要躲避资产阶级的革命，而要领导社会各阶级去争取推翻沙皇的胜利，同时不能放弃对资产阶级革命的领导权。之后，经过葛蘭西的完善，才成为了一个概念。

## 葛蘭西的文化霸權理論
葛蘭西在二十世紀初期，見到十月革命的成功，以及西方資本主義國家並未發生如馬克思所預期的發生革命，因此提出了文化霸權的概念來作進一步的探討，希望能夠對資本主義社會作更深入的了解，並依此來訂立更有效的革命方針。
根據馬克思與恩格斯的理論，資本主義將不可避免地導向無產階級革命，而且必然先在工業化的歐洲爆發；而由於資本主義生產方式的本質，在這過程中將產生與革命運動相應的文化與政治上層建築。雖然馬克思早在1848年就如此預言，百年後的工業化國家工人仍然沒能達成這個任務。
葛蘭西針對馬克思主要強調社會經濟結構、而對思想文化等上層建築的影響以及個人的主動性較不重視的情形加以修正。他認為下層結構是「制約」而非「決定」上層結構。他提出的文化霸權理論，指出了一個政權的維持，是需要政治的強制力加上霸權文化的力量配合；而後者來自於在市民社會的配合之下，以包括如教育、大眾傳播媒體等對於大眾的潛移默化，造成了工人階級的虛假意識，使此一霸權得以維持。在所謂先進工業化國家中，文化霸權的力量尤其隱密而強大。因此，要霸權有所轉變，必須由知識分子先以所謂的陣地戰進行長期準備，與社會上的許多集團合作以及並逐漸促使其意識形態的轉化，取得了此一基礎之後，方能進一步使霸權轉移。
葛蘭西認為在朝與在野階級透過各自的知識份子，必須爭取到對公民社會在心智上與道德上的領導權，他甚至認為一定先要有霸權，才能進一步取得政權，也就是在西方政治思想中合法壟斷武力的權利。每個利益團體(意識形態)要透過爭霸來讓他人認肯。
儘管葛蘭西的文化霸權論起源於對階級鬥爭狀況的分析，這套理論可以應用得更廣。根據葛蘭西的理論，當前盛行的文化範式既非自然的，也非必然的；相反地，我們必須從包括機構、實踐及信念等等的文化範式中分析其支配結構。
文化霸權並不是單獨的或統一的，它是社會結構的分層展現。其中的每一種結構都有各自的「使命」與內在邏輯。然而一如軍事組織，每個結構都假設了其它結構的存在，並彼此結合以達成更高的全局使命。霸權便是如此運作。社會中的每個人都有各自的生活方式，對於個人，社會的其它部份貌似無關緊要。然而整體而言，每個人的生活都構成霸權結構的一環。在日常生活的瑣碎活動中，多樣性與自由意志看似存在；而正是藉著無數這樣的情境，巨觀的霸權結構得以維持，而不為生活在其中的人們所察覺（見葛蘭西《獄中札記》，頁233-38）
葛蘭西的這種理論能更進一步解釋社會文化與政權變遷的過程，並且更強調人尤其是知識分子的主動性作用，可以彌補馬克思過於重視社會經濟結構的不足之處。

## 影響
文化霸權理論對歐洲共產主義、社會科學與社會運動有深遠影響。在社會科學領域，米歇尔·福柯等人應用霸權的概念，深入研究了主流論述。在教育學中，霸權理論導向了批判性教學。
此后，后马克思主义的代表人物厄尼斯特·拉克劳和尚塔尔·墨菲对葛蘭西的這種理論重新进行了思考，批评葛蘭西的理論中存在本质主义问题，坚持领导权的阶级主体性，而忽视了非阶级力量之间的斗争，过分强调领导权在社会斗争中的中心性和单一性。

## 文獻
- Gramsci, Antonio (1971). Selections from the Prison Notebooks. International Publishers. ISBN 0-7178-0397-X.
- Lenny Flank, Hegemony and Counter-Hegemony: Marxism, Capitalism, and Their Relation to Sexism, Racism, Nationalism, and Authoritarianism. St Petersburg, Florida: Red and Black Publishers, 2007. ISBN 978-1-9791813-7-5.